# Паметник на Любен Каравелов (Русе)
Паметникът на Любен Каравелов е поставен в Русе, в Младежкия парк на крайдунавскя град, в който се намира и Английската гимназия.
Въздигнат е от признателни русенци, търсили различни начини, за да отдадат почитта си към националния герой, намерил последен пристан в техния град. Така те наричат на името му улицата, където е живял и починал, правят помени на гроба му, организират възпоменателни литературни четения на произведенията му и учредяват фонд „Паметник на Любен Каравелов“. С протокол от 10 април 1901 г. на Общинския съвет – Русе е предвидена в бюджета му за 1901 г. сума от 1000 лв. за построяването на паметника.